# Superboy Prime
Superboy Prime (también conocido como Superman de Tierra Prime) es un personaje ficticio de DC Comics, una de las versiones alternas de Superman. En un principio fue un superhéroe, para después pasar a ser un supervillano y una de las principales amenazas del Universo DC. El personaje apareció por primera vez en DC Comics Presents Nº 87 (noviembre de 1985) y fue creado por Elliot S. Maggin y Curt Swan (con base en el personaje original de Superboy creado por Joe Shuster y Jerry Siegel).
Superboy Prime pertenece al universo que contenía la Tierra paralela conocida como Tierra Prima, en donde no hay superhéroes o siquiera personas con superpoderes. Allí, Superman y los otros héroes del Universo DC existían solamente como personajes ficticios de cómics, de manera que cuando los poderes kriptonianos de Clark Kent emergen cuando llega a los 15 años, Superboy-Prime se convierte en el único superhéroe de la Tierra. El universo de Tierra Prima fue borrado durante Crisis en Tierras Infinitas (abril de 1985-marzo de 1986), y Superboy-Prime terminó en una dimensión «paradisíaca» en la que, durante ese tiempo, se encontró incapaz de dejar atrás su vida y destino previos como el héroe más grande de la Tierra.
Con el tiempo, y potenciado por los varios años de aislamiento, sus convicciones y principios morales fueron cambiando y deformándose de manera radical, y llegó a creer que Tierra Prima era la única Tierra propiamente y que Superboy Prime era el único digno del manto de Superboy. Prime cree firmemente que su llamado es a ser Superman, a pesar del hecho de que se ha convertido en un villano psicótico, asesino, e incluso sádico. Su abrumadora fuerza, velocidad, crueldad y lo impredecible de sus acciones le hacen uno de los enemigos más peligroso del Universo DC.
El nombre «Superman-Prime» fue usado por primera vez por Grant Morrison en DC One Million (1998) para referirse al Superman principal en el siglo DCCCLIII (esencialmente el mismo Superman del arco argumental de All-Star Superman). El Superboy de Tierra Prima se refiere a sí mismo como «Superboy-Prime» por primera vez en Infinite Crisis #2 (enero de 2006).

## Biografía

### Crisis en Tierras Infinitas
Superboy Prime es del planeta paralelo conocido como Tierra Prima, una copia casi idéntica del mundo en el que habitan los superhéroes del Universo DC (Tierra-Uno), a diferencia que en este mundo los superhéroes y supervillanos solo aparecen en cómics. Por esta razón entre los lectores a tal mundo se le identifica con el mundo «real». En este mundo, Superboy es el hijo adoptado de Jerry y Naomi Kent. En ese mundo existe el cómic de Superman (el mismo de Tierra-Uno), y al encontrar a un niño también aparecido de la nada en un bosque, Naomi quiere ponerle también el nombre de Clark (su apellido de soltera), de manera que su nombre sea igual al del superhéroe del universo DC. Jerry en un principio se mostró en contra de esto, pero al final aceptó. Lo que los Kents no sabían era que en realidad se trataba del joven Kal-El que había sido teletransportado desde el planeta Krypton momentos antes de su destrucción cuando su Sol se transformó en supernova. Los padres del bebé fueron incapaces de escapar de la misma manera cuando un miembro del concejo de Krypton irrumpió en el cuarto y usó el dispositivo, sin que se haya revelado nunca qué fue de él.
El joven Clark vive los primeros quince años de su vida como un joven normal, hasta que una noche mientras asistía a una fiesta de disfraces vestido como Superman y después de besar a su novia, los poderes de Clark se hicieron evidentes al pasar el cometa Halley, momento en el que de repente pudo volar en el aire. En ese mismo momento, el Superman de la Tierra-Uno logra llegar a Tierra Prima y los dos se conocen. Superboy Prime se dirige a combatir al Antimonitor para ayudar a Superman y los demás héroes. Superboy Prime se despide de su novia en Tierra Prima y es llevado al universo de Superman en donde se encontraba el mega evento de Crisis en Tierras Infinitas. Lo que nunca supo es que jamás podría regresar a su tierra ya que esta sería destruida durante la Crisis en Tierras Infinitas a manos del Antimonitor. Aunque el enterarse de la pérdida de su tierra le causa rabia, Superboy-Prime encuentra consuelo en saber que pelea a lado de otros superhéroes por salvar el resto del Multiverso.
En la batalla final en contra del Antimonitor en el universo de materia negativa, el Superman de Tierra-2 (Kal-L) le pide a Superboy Prime que escape con los otros héroes. Temiendo que Kal-L muera a manos del Antimonitor, Superboy Prime decide quedarse a ayudarlo en su batalla en contra del Antimonitor. En una pelea casi eterna, Kal-L logró vencer al Antimonitor con la ayuda de Superboy-Prime y Alexander Luthor. Al morir, el Antimonitor explotó en una onda de energía negativa que destruiría todo en millones de kilómetros. Alexander Luthor logra abrir un portal a una dimensión desconocida donde Kal-L, Superboy Prime y la Lois Lane de Tierra-2 son llevados por Alexander Luthor.

### La dimensión de Alexander Luthor
En esta dimensión creada por Alexander Luthor, Superboy Prime empieza con el tiempo a volverse una persona solitaria y amargada. El tiempo no transcurre en esta dimensión por lo que no puede crecer. En esta dimensión desconocida se encuentran unos cristales con los cuales puede ver eventos de todas las tierras del Multiverso, especialmente las de su extinta Tierra Prima. Su continua exposición a eventos de su infancia, su familia y su novia lo hacen cada vez más nostálgico de lo que le pasó a su vida, y de como sacrificó todo por salvar el universo. En su furia y enojo, Superboy-Prime busca hablar con Kal-L, pero este tiene toda su atención en Lois Lane quien ha ido enfermando gravemente. Alexander cree que esta enfermedad en Lois se debe a la dimensión y que la única manera de salvarla es llevando a Lois a la Tierra. En este momento, Alexander al estar estudiando el universo desde la dimensión, llega a la teoría de que la tierra que fue salvada en Crisis en Tierras Infinitas no es la tierra correcta, y persuade a Superboy Prime de unirse en su esfuerzo de intentar recrear la Tierra. Alexander le muestra escenas de la tierra actual, en donde mostraba como los héroes de esa tierra no actuaban como héroes, y en su coraje de ver como la tierra que había salvado a costa de perder todo lo que tenía se había hecho corrupta y no digna. En un momento de furia Superboy Prime golpea los cristales de la dimensión y rompe la pared de cristal. Golpea sucesivamente hasta que por fin logra abrir un camino hacia la Tierra. Su objetivo es traer a Tierra Prima de vuelta.

### Alterando la realidad
Furioso, dándole continuos golpes a la pared de cristal dimensional, Superboy Prime altera la misma esencia de la realidad en la Tierra. Este asalto a la pared causa muchos cambios en la realidad espacio-tiempo, que se usa para explicar los cambios drásticos en personajes principales y de trama en la línea de la continuidad del Universo DC.
Estos cambios incluyen:
- El cambio por retrocontinuidad de la historia de Jason Todd y su resurrección.
- La combinación de múltiples versiones de los orígenes de Superman.
- La Patrulla Condenada es recreada, incluyendo a Elasti-Girl.
- Las diferentes versiones de Donna Troy desde la primera Crisis.
- Diferentes encarnaciones de Hawkman.
- Diferentes encarnaciones de la Legión de Super Héroes.
- El origen de Damian Wayne.

### Cuenta regresiva a la Crisis Infinita
Superboy Prime se torna frustrado ya que en la dimensión no existe un sol amarillo por lo que sus poderes no están al máximo. Esto unido con la idea de que jamás será Superman y de que quisiera tener a su antigua vida de vuelta, lo vuelve vulnerable a las ideas de Alexander de recrear la Tierra desde cero. Alexander le revela a Superboy Prime que sus poderes están regresando, y los dos unen fuerzas para romper a través de la barrera dimensional. Los dos pusieron en marcha los eventos que llevaron a la Crisis Infinita.
- Después de reorganizar muchos planetas a través del universo, Superboy Prime empuja a Rann a la órbita de Thanagar desencadenando la Guerra Rann-Thanagar y cambiando el centro del universo lejos de Oa.
- Alexander Luthor toma la apariencia de Lex Luthor y forma la Sociedad de Supervillanos, y los utiliza para secuestrar a diferentes personajes de la Tierra para utilizarlos en su máquina especial para regresar a los antiguos multiversos.
- Alexander usa a Psico-Pirata para poner el diamante negro de Eclipso en la frente de Jean Loring. Como Eclipso, Loring seduce al espectro y lo convence de que destruya toda la magia en el universo. Esta acción crea una forma pura de magia que Alexander utilizaría para darle poder a su máquina espacio tiempo.
- Superboy Prime destruyó la torre de la LJA en la Luna, y secuestro al Detective Marciano.
- Alexander Luthor obtuvo el control del Hermano Ojo de Batman, que le permitía acceder a los archivos de Jaquemate y tener los archivos de todos los metahumanos del mundo, así como el control de los OMACS y el más avanzado satélite espía.

### Crisis Infinita
Superboy Prime rompe la barrera dimensional con la ayuda de Alexander Luthor, y los dos logran escapar a Tierra-1 en donde llevan a cabo varios planes para poder regresar el multiverso y encontrar la Tierra perfecta. Tras su escapatoria, Superboy Prime fue el responsable de viajar a través del cosmos cambiando planetas de sus órbitas actuales por todo el universo, terminando por empujar a Rann cerca de la órbita de Thanagar, desestabilizando la órbita de este y haciéndolo caer cerca de su sol matando a todos sus habitantes que aún se encontraban en el planeta. Superboy Prime también se encargó de recuperar el Diamante Negro de Eclipso que fue usado para poseer a Jean Loring, misma que desencadeno la locura de el Espectro por destruir toda la magia.
Tiempo después, Superman de Tierra-2 terminó por romper definitivamente la barrera dimensional logrando así que todos escaparan hacia Tierra-1. Lo que no sabía era que tanto Superboy Prime como Alexander Luthor tenían tiempo de haber escapado. En el retorno, se presentaron ante Batman y Power Girl y les pidieron que les ayudaran en su búsqueda por una mejor Tierra. En este encuentro con Power Girl, se llama así mismo Superboy Prime por primera vez.
Superboy Prime mantiene recelo y enojo en contra de Conner Kent, el actual Superboy de Tierra-1, pues lo cree viviendo una vida que le pertenecía a él por derecho. Además de este recelo, Superboy Prime también pensaba que Superboy no era digno de portar el escudo ni el nombre ya que nunca actuaba como el héroe que necesitaba ser. Superboy Prime estaba convencido de que los héroes de la Tierra actuaban más como villanos que como héroes. Superboy Prime, como parte del plan de Alexander Luthor, se encargó de secuestrar a figuras importantes como el Detective Marciano, Power Girl, Black Adam, The Ray, Lady Quark y Breach para darle poder a la máquina vibracional de Alexander Luthor.
Superboy Prime deja la fortaleza en busca de Conner Kent, el cual encuentra en la granja de Villachica. Después de una confrontación verbal entre los dos, en la cual Superboy Prime le dice a Conner que él es el único Superboy que la tierra necesita, Superboy Prime ataca a Superboy lo cual inicia una pelea titánica entre los dos personajes, con clara ventaja de Superboy Prime. Conner logra mandar una señal momentos antes de ser completamente derrotado por Prime. Los Jóvenes Titanes, la Patrulla Condenada y la Sociedad de la Justicia de América llegan al rescate y confrontan a Superboy Prime. Prime mata accidentalmente a Pantha, lo cual lo deja horrorizado ya que todo se le estaba saliendo de control y el no quería hacer eso. Sin embargo Superboy Prime terminó por perder por completo el control y empezó a matar a varios durante la batalla.
En ese momento, Jay Garrick (Flash), Wally West (Flash) y Bart Allen (Impulse) al no ver otra salida, atacan a Superboy Prime empujándolo hacia la Fuerza de la Velocidad enviándolo a través de varias dimensiones a un mundo bañado de luz solar roja en donde permanece 4 años. Horas después de este evento, Bart Allen (Kid Flash) regresa de la Fuerza de la Velocidad vistiendo el traje de Flash que pertenecía a Barry Allen (Flash) y con 4 años más de edad. En su regreso se encuentra con la Doctora Luz y le dice que le avise a todos que Superboy Prime logró escapar y que se dirige a la tierra. Superboy Prime aparece en la fortaleza de Alexander y enfrenta a Superboy. A su regreso Prime tiene consigo una armadura parecida a la del Antimonitor lo cual lo dota de energía de luz solar ilimitada que aumentan su poder. Superboy Prime enfrenta a Black Adam, pero la magia no parece hacerle el efecto que es visible en Superman. Al darse cuenta de que jamás lograra igualar los poderes de Superboy Prime, Superboy se lanza en su contra empujándolo hacia la torre vibracional de Alexander destruyéndola, pero muriendo en el acto. Las Tierras vuelven a fusionarse en una sola y el multiverso deja de existir una vez más.
Alexander y Superboy Prime se dirigen después a la Batalla de Metrópolis donde se enfrentan con varios héroes. Al ser destruida la torre vibracional, Alexander le comenta a Superboy Prime que usaran esta tierra para moldearla, lo cual le responde furioso que no quiere esta tierra sino Tierra Prima de vuelta. Alexander se da a la tarea de encontrar Tierra Prima mientras Superboy Prime pelea.
Superboy Prime es atacado por Bart Allen (Flash) pero logra escapar y vuela hacia el espacio en dirección al planeta Oa. Su objetivo es atravesar el centro del planeta destruyéndolo y provocando un nuevo big bang que lo dejaría como el único héroe en el universo. Los héroes de la tierra lo persiguen sin poder detenerlo, por lo que Superboy Prime se dirige a Oa dejando todos atrás. Hal Jordan (Linterna Verde) se comunica con Guy Gardner (cómic) (Linterna Verde), el cual convoca a los Green Lantern Corps para que intercepte a Superboy Prime. En el intento fallido de detenerlo con una muralla de 300 kilómetros de grosor, Superboy Prime se enfrenta cara a cara con la corporación matando a 32 Linternas Verdes antes de que dos Superman llegaran y empujaran a Superboy Prime hacia Rao, el sol rojo del extinto planeta Krypton. Al atravesar el sol, Superboy Prime pierde tanto su armadura como la mayoría de sus poderes. Terminan por impactarse en la superficie del planeta Mogo. Aquí Superboy Prime ataca a Kal-L hiriéndole de gravedad. Superman se levanta a defender a Kal-L y logra derrotar a Superboy Prime antes de caer el también. La Corporación de Linternas Verdes llega al lugar y capturan a Superboy Prime llevándolo a Oa y encerrándolo en una celda de contenimiento situada en el centro de un pequeño sol rojo custodiado por 50 Linternas Verdes.

### Guerra de los Sinestro Corps
Ha pasado un año desde los eventos de Crisis Infinita. Superboy Prime sigue atrapado en una centicelda en el centro de un Devorador de Soles rojo que se encuentra en Oa en espera de ser interrogado por los Guardianes del Universo. En su soledad, Superboy Prime se recuerda a sí mismo que se ha encontrado en lugares peores, y que tarde o temprano lograra escapar para cumplir su misión: ser el verdadero Superman.
Durante el inicio del ataque a Oa por parte de los Sinestro Corps, Superboy Prime es liberado de su centicelda después de que la Sinestro Corps matara a los Linternas Verdes que lo mantenían custodiado. Prime se une a las fuerzas de la Sinestro Corps y llega a la base de Sinestro en donde este le explica algunos de los cambios mientras él se encontraba encerrado. Entre las más importantes destacaban que el Multiverso no fue destruido después de la última crisis ya que actualmente existen 51 tierras aparte de Tierra-1. Superboy Prime se da cuenta de que el Antimonitor ha regresado a la vida, y se une a la Sinestro Corps haciéndose un heraldo del Antimonitor. Sin embargo, sus planes van más allá de ayudar a Sinestro. En realidad el objetivo es dejar que el Antimonitor gane poder, para después combatirlo y destruirlo por lo que le hizo a Tierra-Prime. Superboy Prime utiliza una variante de la armadura del Antimonitor, similar a la que utilizó al final de Crisis Infinita, la cual lo dota de energía de luz solar amarilla.
Superboy Prime llega a la Tierra durante la invasión de los Sinestro Corps, llegando primero a visitar la estatua de Bart Allen. Mientras se encuentra meditando en el lugar, Wally West trae consigo a muchos héroes para enfrentar a Superboy Prime en el intento de detenerlo de una vez por todas. Superboy Prime se entabla así en una pelea sin cuartel, en el que docenas de superhéroes le hacen frente, sin lograr mucho en su contra. Superboy Prime empieza a perder algo de sus poderes conforme avanza la pelea, y decide volar hacia el este en busca de la salida del sol. Los héroes intentan detenerlo a toda costa, ya que de llegar al sol, sería virtualmente imparable. Superboy Prime derrota a todos los héroes en su paso, pero en un último momento Hank Henshaw (el Superman Cyborg) cae a su lado derrotado en manos de Superman que ahora viene dispuesto a detenerlo junto con Supergirl y Power Girl. Superboy Prime se encontraba ya muy debilitado, y es superado por el poder de los tres kryptonianos combinados. En este instante Superboy Prime parece tener un momento de lucidez, ya que llora de desesperación por lo que su vida se ha tornado. Sin embargo este momento no dura mucho, ya que los demás superhéroes regresan en un último intento de pararlo. Todo marcha bien y entre todos parecen haberlo sometido por completo, cuando la luz del sol amarillo de la tierra sale en el horizonte alcanzando la mano de Superboy Prime. En ese instante Prime recupera la totalidad de sus poderes y elimina a todos los héroes de su camino. Lleno de energía, Superboy Prime se arranca lo que queda de su camisa y se proclama a sí mismo como el único y verdadero Superman. Así pues nace su nuevo alias de Superman Prime.
Los Guardianes del Universo arriban a la Tierra trayendo consigo a Sodam Yat, el nuevo Ion. Superman Prime inicio una lucha brutal en contra de Ion por toda la costa este de los Estados Unidos. Superman Prime parece tener una cierta ventaja de poder, la cual se hace más evidente cuando el escudo del daxamita se rompe por segundos lo que provoca que entre en contacto con el plomo natural en la tierra el cual envenena su organismo. Ion cae derrotado y al ver que el Antimonitor se encuentra herido, Superman Prime se lanza sobre este atravesando su pecho y enviándolo al espacio. Superman Prime parece absorber energía antimateria de Antimonitor y regresa para iniciar una lucha tanto con los Green Lantern Corps como con los Sinestro Corps. La lucha sigue sin piedad hasta que uno de los guardianes del universo se sacrifica para poder destruir a Superman Prime. Sin embargo, este acto heroico no destruye a Superman Prime, si no que lo transporta hacia otra tierra en uno de los multiversos existentes.

### Cuenta regresivaa laCrisis Final
Tras los eventos de la Guerra de la Corporación de Sinestro y durante los eventos de Cuenta regresiva a la crisis final se le ve de mayor edad con un traje parecido al de Superman, pero de color negro y con una S plateada en el pecho, con una capa al estilo de Batman. Se proclama a sí mismo como Superman Prime primeramente ataca Tierra-15, donde secuestra a Lex Luthor quien le reclama por no hacer las cosas bien, posteriormente lo lleva a la fortaleza de superman quien es Zod en esa Tierra junto a su esposa quien estaba por dar la luz para luego asesinarlos, y finalmente calcinando a lex Luthor en la atmósfera. Continua su ataque destruyendo el satélite de la Liga de la Justicia, ocasionando la muerte a Cyborg, Linterna Verde, Aquaman y Flecha Verde al morir asfixiados en el vació del espacio. El Detective Marciano el único sobreviviente al ataque lo enfrenta, pero es vencido con facilidad. Al darse cuenta de que nadie lo comprende Superman Prime utilizando su visión calorífica destruye la Atlántida, llamados por esta acción Batman y la Mujer maravilla lo enfrentan, primero termina con la vida de la Mujer Maravilla y luego con Batman quien le advierte que su mundo siempre lo odiará, en respuesta a esto Prime desde el cielo atraviesa la tierra provocando su destrucción, a lo cual prime se dice a sí mismo que si tiene que destruir todo el multiverso para encontrar su tierra lo hará.
Tras esto Superman Prime se encuentra en el mundo del origen el cual separa a todos los distintos universos, en ese lugar tiene secuestrada a Zatanna y a Mr. Mxyzptlk con la intención de que le ayuden averiguar donde se encuentra Tierra Prima su tierra perfecta, Prime no mataba a Zatanna porque creía que era bonita. Mr. Mxyzptlk le exige que si quiere su ayuda por lo menos debería explicarle sus motivos, así que Prime le explica su historia a lo cual Mr. Mxyzptlk se burla de él a lo que Prime le responde formando la "S" de superman en su rostro y maltratándolo, le pide a Zatanna que lo mate y al hacerlo a su sorpresa Mr. Mxyzptlk sigue vivo y continua la burla hacía él, Zatanna le informa que nunca encontrará su tierra perfecta, Prime enfurecido porque le hicieron perder su tiempo destruye el lugar donde los mantenía cautivos con su visión calorífica asesinando a Zatanna quien buscaba redimirse por todo el mal que había hecho, no sin antes haber ayudando a escapar a Mr. Mxyzptlk a la 5.ª dimensión, y una vez ahí él le pide a su esposa que cierre el portal hacía esa dimensión y muy asustado le dice que nunca regresará ahí.
Luego de ello prime va en busca de los crono-monitores en su satélite pero la mayoría se encuentra en una pelea contra el monarca (antes Capitan Atom) apaliando al Monitor Solomon quien le dice que es maligno, luego interviene Forerunner (quien llegó para eliminar a solomon) solo para ser maltratada ante la imponente fuerza de Prime, a causa de esto para salvarla el Monitor le muestra la tierra perfecta la cual es en realidad tierra-51 que está siendo destruida por el monarca para luego usarla como base para su conquista multiuniversal, prime enfurecido al pensar que están destruyendo tierra va a confrontar al monarca.
Los soldados del Monarca le avisan que algo viene a velocidad hipersonica y que el objetivo es el, este se pregunta quien sería tan tonto como para atacarle, prime llega explotando la cúpula de la nave matando a todos excepto al monarca que comienza a pelear confiado y provocando a prime diciéndole que es un niño y que esa tierra es ahora un perfecto desastre y le pertenece, prime arremete enfurecido diciéndole que sin ese traje es débil a lo que el monarca responde con una explosión nuclear de energía cuántica destruyendo toda esa zona, Un soldado le pregunta por radio si esta bien respondiendo que su poder equivale al Big Bang mismo y nadie puede sobrevivir a eso, pero prime sale gritando de la explosión, siendo atacado por el monarca con energía roja, mencionándole que la energía del guardián que mató se acabó, diciéndole que es un niño a lo que responde usando las últimas energías de guardian y rompiendo la armadura del monarca liberando, así, la energía cuántica causando una enorme explosión que parece destruir todo el universo de tierra-51. Al final se observa que sobrevive un monitor y una porción de tierra.
Debido a la explosión cuántica Prime queda atrapado en la línea del tiempo en su forma joven, donde posteriormente es rescatado por el time trapper quien lo envía al siglo XXXI, lo cual desencadena los sucesos en Crisis Final: Legión de 3 Mundos.

### Crisis Final: Legión de 3 Mundos
Alternando los eventos de Cuenta regresiva a la Crisis Final, Superboy Prime llega a la Tierra en el siglo XXXI. Allí, arriba al museo de Superman y de la Legión de Superhéroes, donde se da cuenta de que la historia lo ha tratado mal. Al enterarse de que se le recuerda por ser vencido a manos de Superboy, Ion y Bart Allen, destruye el museo y decide reunir a la Legión de Super-Villanos para aplastar a la Legión de Superhéroes. Recluta a Lightning Lord, Saturn Queen y Cosmic King y después a toda la legión.
Emboscan a los legionarios Blok, Wildfire, Dawnstar y Rond Vidar; quienes habían ido a Zerox para rescatar a White Wich de Mordru. Ron Vidar, el último Linterna Verde, se sacrifica para que sus compañeros escapen junto con White Wich y contacten a la Legión. Superboy Prime y su Legión se dirigen a atacar a Villachica, cuando la Legión de Superhéroes aparece junto con Superman.
Durante la batalla, la Legión de Superboy Prime tiene ventaja, hasta que Brainiac 5 de la Legión de Superhéroes reúne a las versiones de sí mismo de otros universos, el último guardián del universo Sodam Yat cambiando el curso del encuentro a favor de la Legión de Superhéroes. Superboy Prime se dirige entonces a la base de la Legión de Superhéroes donde se da cuenta de que los Brainiac 5 trajeron a la vida a Bart Allen, la única persona que pudo vencerlo en dos ocasiones anteriores.
Luego de estos acontecimientos se ve forzado a ir a la Fortaleza de Superman para evitar que la Legión de Superhéroes gane encontrándose cara a cara con Conner Kent "Superboy".
Durante la pelea Superman descubre que el Time Trapper, quien arrastro a Superman y a algunos héroes al fin del Tiempo, es Superman Prime, y que ya sabe como resultó la batalla de Superboy Prime, pues ha estado ahí. Mientras sucede esto, Superboy Prime lucha contra toda la Legión, Sodam Yat (quien canalizo las energías de todos los Green Lanters anteriores, como Larfleeze), Bart Allen y Conner Kent juntos, los cuales logran poner bajo las cuerdas a Superboy Prime. Conner Kent dice a Superboy Prime que no es digno de llevar el símbolo de Superman y con sus rayos oculares hace una franja en el símbolo de Superboy Prime, y, en el fin del tiempo, Saturn Girl observa que la franja aparece en el pecho del Time Trapper (Superman Prime), y se lo comunica a los Braniac 5, los cuales deducen que Superboy Prime está mintiendo, pero Saturn Girl lo corrige indicándole que viendo en la mente de Superman Prime que está diciendo la verdad, que pertenece a una línea del Tiempo en la cual Superboy Prime vencía, pero también vio infinidad de líneas en las cuales la Legión vencía.
Con esto, como saben que todas las líneas de tiempo confluyen en ese punto. Elemental Lad utiliza la energía de Lightning Lad para amplificar los poderes del anillo y mediante Saturn Girl, traer a las legiones de todas esas líneas de tiempo. Con esto logran derrotar al fin al Time Trapper y lo transportan al mismo momento de la Batalla contra Superboy Prime. Ambos se encuentran, y el Time Trapper le explica todo lo ocurrido, pero Superboy Prime no le cree y ataca al Time Trapper (Superman Prime, o sea a sí mismo) y con esto desaparece.
Al despertar se da cuenta de que regresó a casa, a Tierra Prima, que lucía como si nada hubiese pasado. Al abrir la puerta encuentra a sus padres y a Laurie, pero esta escapa asustada, y al consultar con sus padres, se da cuenta de que todo lo que ha ocurrido está en las historietas que habían comprado, es entonces cuando toma la computadora y entra en los foros de dc universe diciendo que nunca se librarán de él, a lo que sus ojos comienzan a brillar indicando que no ha perdido sus poderes del todo.

## Poderes y habilidades

### Poderes kryptonianos
Superman Prime posee todas las habilidades de un kryptoniano expuesto a la luz solar amarilla: superfuerza, aliento, velocidad, escuchar a grandes distancias, vuelo, rayos x, visiones de calor, microscópica y telescópica, e invulnerabilidad cercana a la que poseía el Superman de la época de plata, que lo convierte en uno de los personajes más poderosos del Universo DC. Tras el encuentro en la dimensión con Alexander Luthor, y después de destruir el cuerpo del Antimonitor, Superman Prime tiene cierto control sobre el poder de la antimateria así como invulnerabilidad al estar en el universo negativo. Su planeta natal Krypton nunca explotó en su universo, por lo que no existe kryptonita que lo pueda debilitar. Así que su única debilidad sería un incremento en la necesidad de absorber luz solar amarilla para sus poderes. Su pelea con los guardianes lo llevó a absorber grandes cantidades de energía oana. Se desconoce si Superman Prime puede absorber y metabolizar otras clases de energías para incrementar sus poderes. La energía que absorbió de los Guardianes le permite viajar a placer a través del multiverso e incrementó su edad y masa corporal.

### Armadura de poder
Mientras estaba prisionero por los Flash es en una tierra alterna, Superman Prime construyó una armadura sobre la base de la que el Antimonitor portaba, la cual recolecta energía solar amarilla que lo mantiene con poderes inclusive si está expuesto a luz solar roja. Aunque proclama que la creó él mismo, Bart Allen recuerda que se la robó siguiendo a su escape. Es destruida cuando Superboy Prime es aventado a través de Rao por Kal-El y Kal-L. Después de escapar de Oa, Superman Prime porta una armadura nueva construida por la Sinestro Corps muy similar a la utilizada en Crisis Infinita.

### Debilidades
Mientras que la mayoría de las versiones de Superman son vulnerables ante la magia, Superman Prime parece no ser afectado en lo más mínimo por esta. Adicionalmente, la mayoría de las versiones, si no es que todas, son afectadas por sus respectivas kryptonitas; sin embargo, la kryptonita no afecta a Kryptonianos de otros universos, y el Krypton del universo-Prime fue tragado por Rao al hacer supernova por lo que no quedó kryptonita de su universo disponible, aunque la legión de superhéroes del siglo XXXI lograron envenenarlo con la kriptonita. Su debilidad a los ataques psíquicos no se ha explorado del todo, aunque se sabe que el Detective Marciano pudo leer su mente.
Después de que los Flash empujaran a Superman Prime a la Fuerza de la Velocidad, lo atraparon en un mundo bañado por luz solar roja, hasta que este logró escapar. Cuando Kal-El y Kal-L empujan a Prime a través de Rao, este pierde sus poderes, así que su única debilidad conocida hasta ahora sería la exposición de luz solar roja.

## Personalidad
A diferencia de la mayoría de los villanos en el universo DC, Prime no fue desde un principio un villano. De hecho, Superboy Prime ayudó a derrotar al Antimonitor para salvar la tierra y el universo de ser destruidos sacrificando así muchos aspectos de su vida. Se podría decir que Superboy Prime se ha tornado demasiado frustrado con lo que su vida se ha convertido, especialmente durante los eventos de Crisis Infinita. Desde un inicio, lo único que quería era demostrarle al mundo lo que puede hacer por el bien de la tierra, sin embargo los eventos en los que se ha desarrollado no favorecieron en nada su formación, y en el camino perdió lo que se podría llamar el rumbo correcto. Nunca tuvo la oportunidad de en realidad ser Superman en su tierra, pues poco después de obtener sus poderes su tierra fue destruida por la crisis.
Un claro ejemplo de cómo las cosas se salieron de control es en la batalla contra los jóvenes titanes. En su desesperación de ver como el mundo se volvió corrupto y al ver que el Superboy de esa tierra no hacía nada, Prime fue a reclamarle por esto, reclamo que se salió muy rápido de control. Se mostró un Prime poco tolerante hacia los demás, harto de la vida que le había tocado vivir a diferencia de Conner Kent que siendo Superboy era para él una anulidad. Cuando los jóvenes titanes llegan a defender a Conner, Prime no sabe la razón por la cual lo atacan, siendo que él piensa que se encuentra en lo correcto. Sin poder medir sus fuerzas, Prime mata a varios héroes en la batalla y poco a poco siente como todo se le sale de control. Nunca tuvo la oportunidad de controlar sus poderes y emociones pues nunca tuvo un desarrollo como Superman. Así pues en el momento crucial la situación se multiplicó ampliamente saliéndose de control y haciendo casi imposible que todo regresara a la normalidad. En este momento Superboy Prime entró en un camino que difícilmente podría regresar.
Aunque el amor que siente por Laurie podría salvarlo, y el odio que siente por sí mismo puede cambiarlo
- Datos: Q2723204